# Adorus astridae
Adorus astridae is een rondwormensoort. De wetenschappelijke naam van de soort is voor het eerst geldig gepubliceerd in 1979 door Jensen.